# Skrubba
Skrubba est un quartier du district de Skarpnäck à Stockholm en Suède.

## Description
Skrubba est un quartier de Söderort. 
Il est bordé au nord par le quartier de Flaten, à l'est par Trollbäcken dans la commune de Tyresö et à l'ouest et au sud par le lac Drevviken.
Le quartier a été créé en 1932, des modifications mineures dans le tracé des limites ont été apportées par la suite. 
Skrubba est divisé par la Gudöbroleden en une partie occide et une partie orientale. 
Du côté ouest se trouvent la Koloniområdet Skrubba qui a été créée en 1952 et le cimetière Strandkyrkogården qui a été inauguré en 1996. 
À l'est de la Länsväg 260 se trouve le triangle de Skrubba (sv), une zone industrielle qui a été inaugurée en 1987. 
Les quartiers et les rues portent le nom de l'énergie verte : énergie éolienne, énergie solaire, hydroélectricité.

## Nature
La zone est en grande partie boisée et possède de grandes valeurs naturelles. Dans la partie nord-est du district se trouve une montagne sans nom qui culmine à 74 mètres d'altitude, c'est le point naturel le plus élevé de Söderort. 
Le quartier comprend 4 700 mètres de rivage le long du Drevviken et de 150 mètres le long lac Flaten.
Au bord du Drevviken il y a la zone de baignade Skrubbbadet et quelques postes d'amarrage pour bateaux. 
Les parties occidentales de Skrubba, à l'exception de Strandkyrkogården, font partie de la réserve naturelle de Flaten (sv).

## Galerie

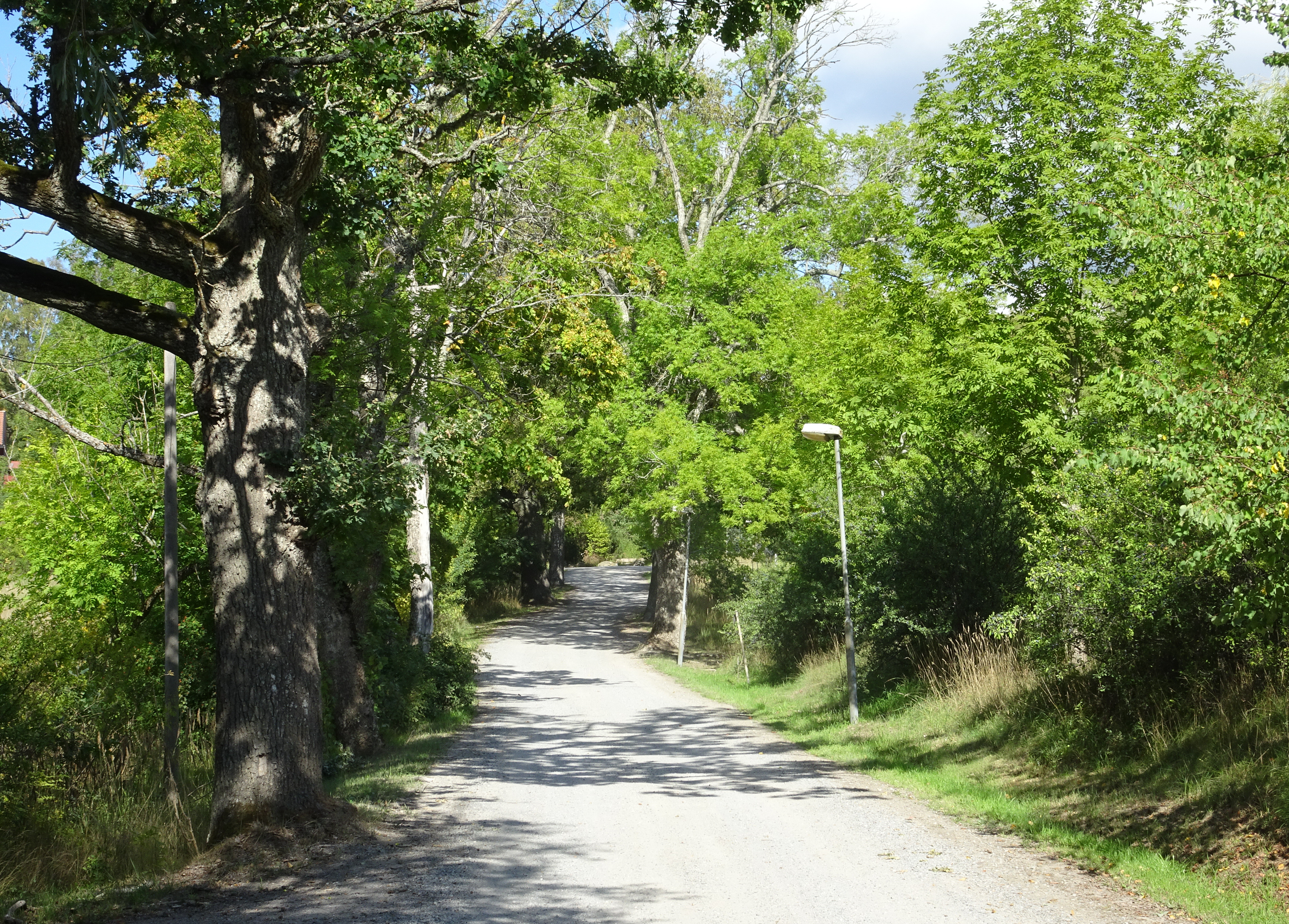
Skrubba allé.
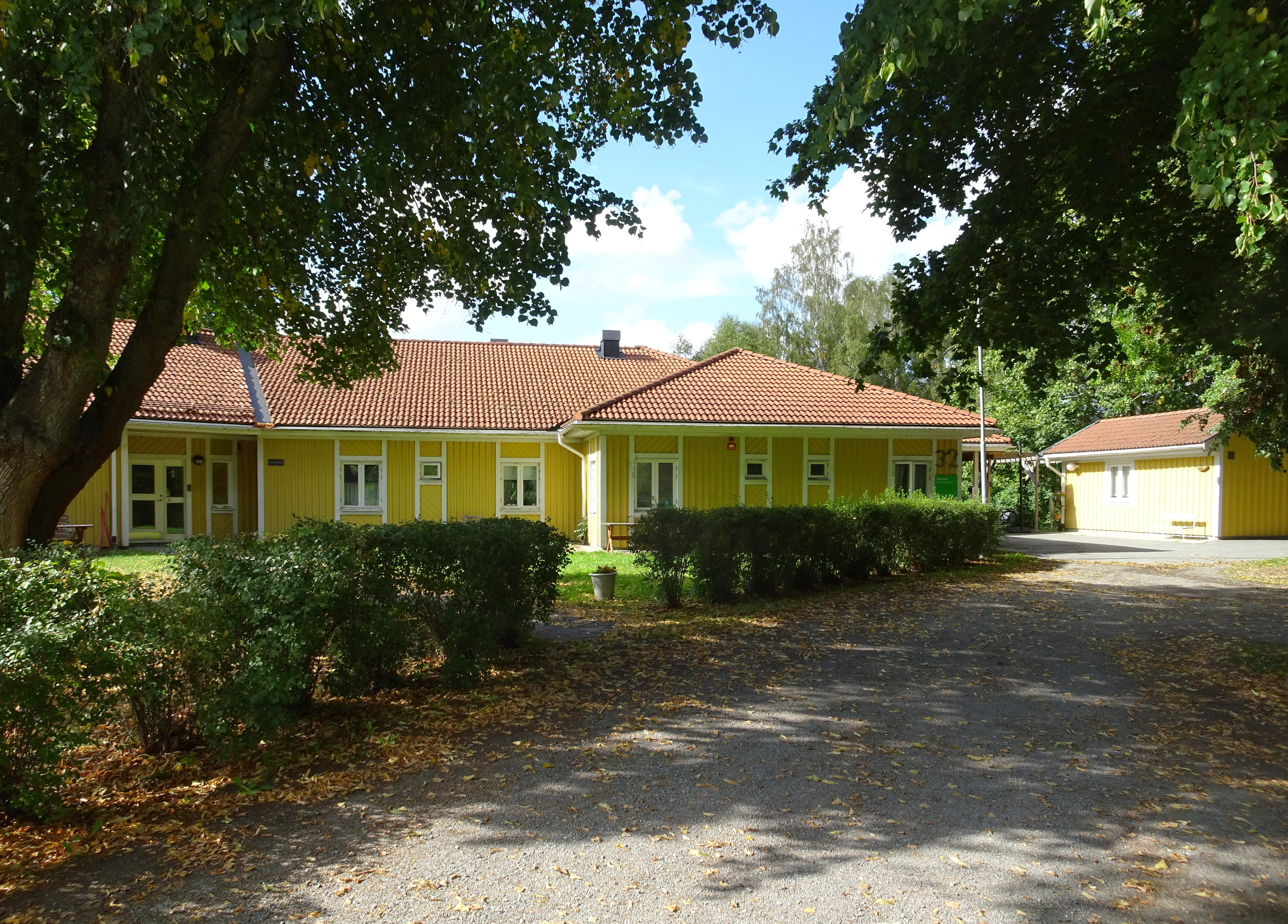
Anciens bâtiments officiels.
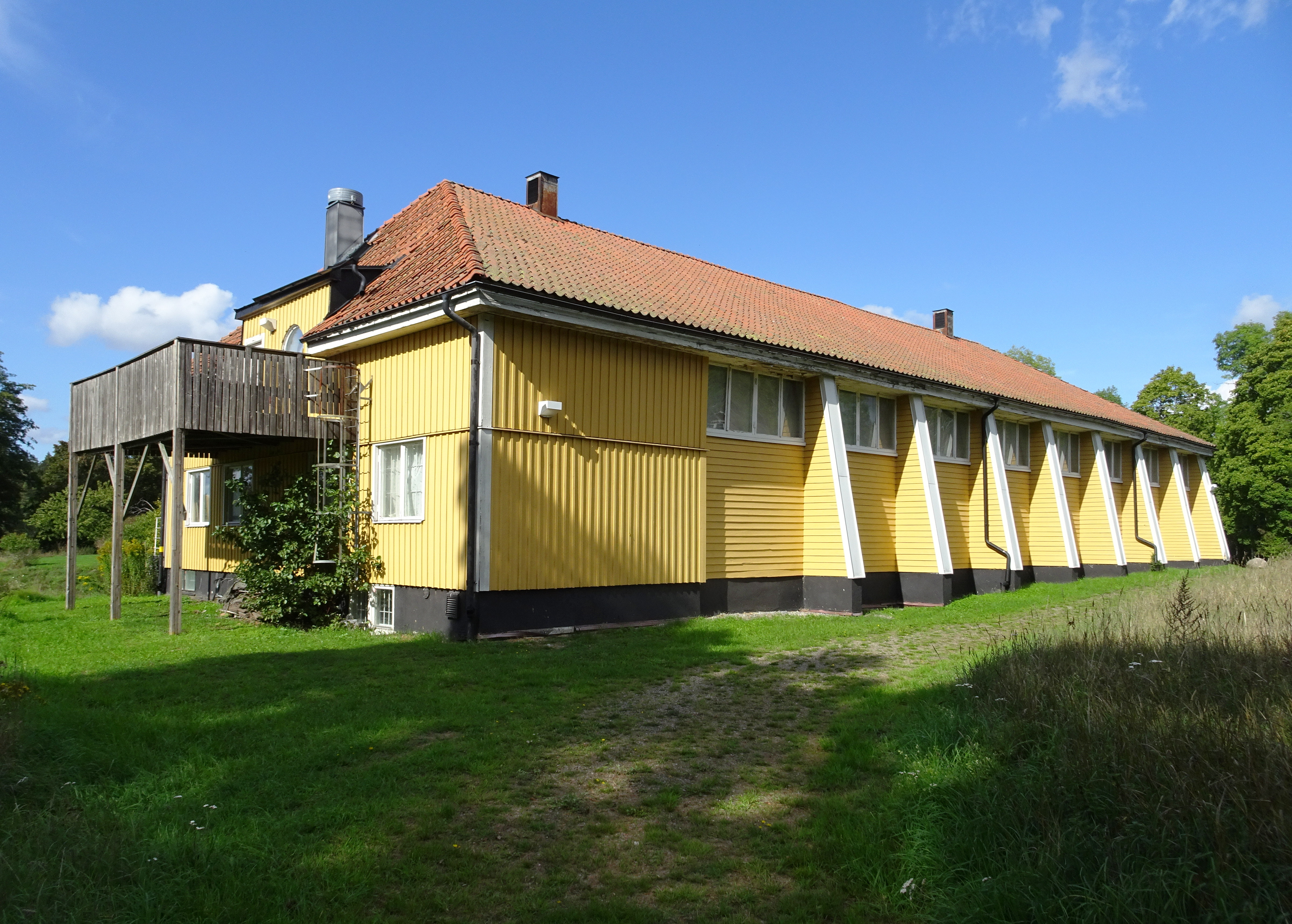
Skrubbahallen.

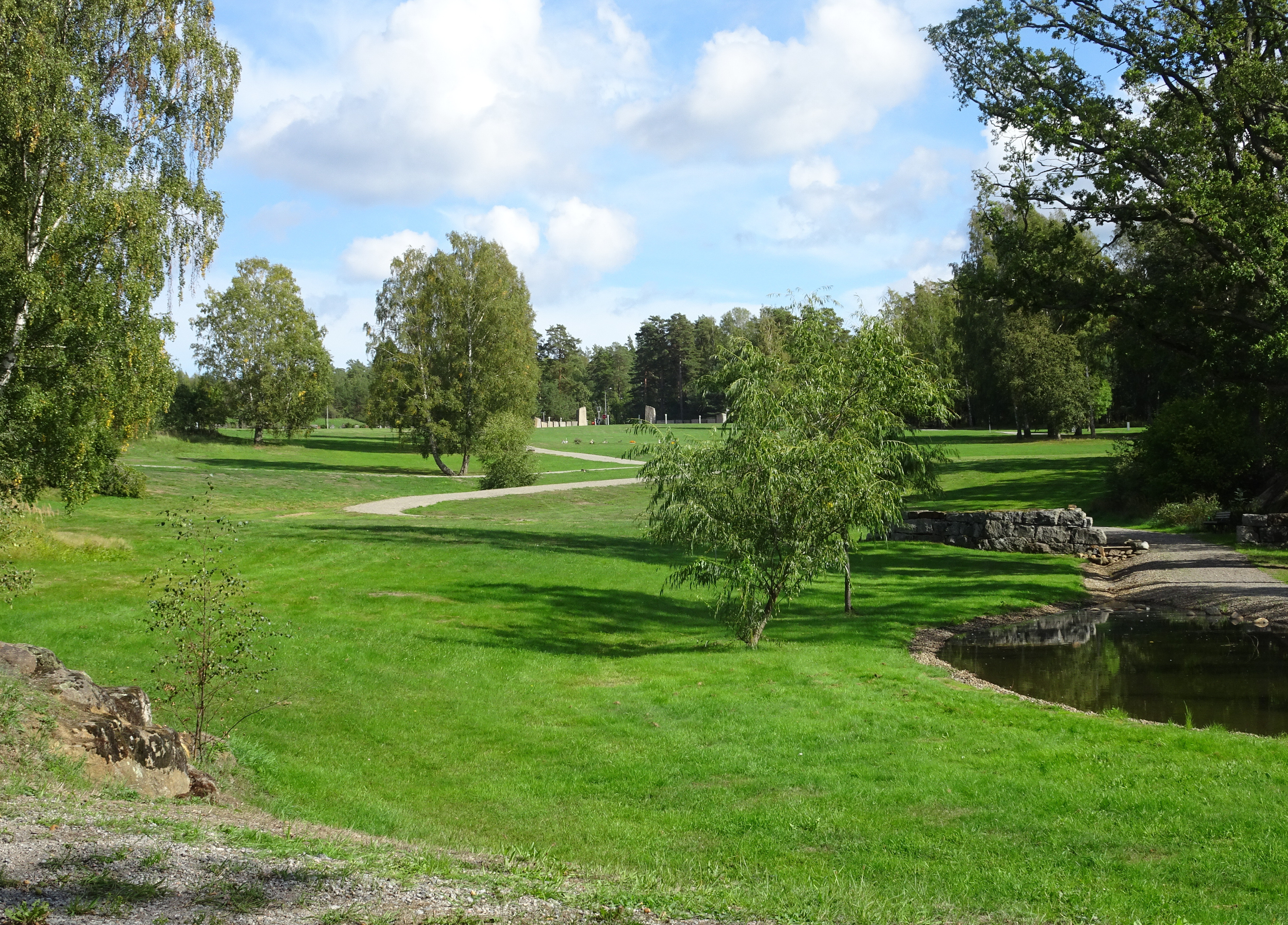
Strandkyrkogården.
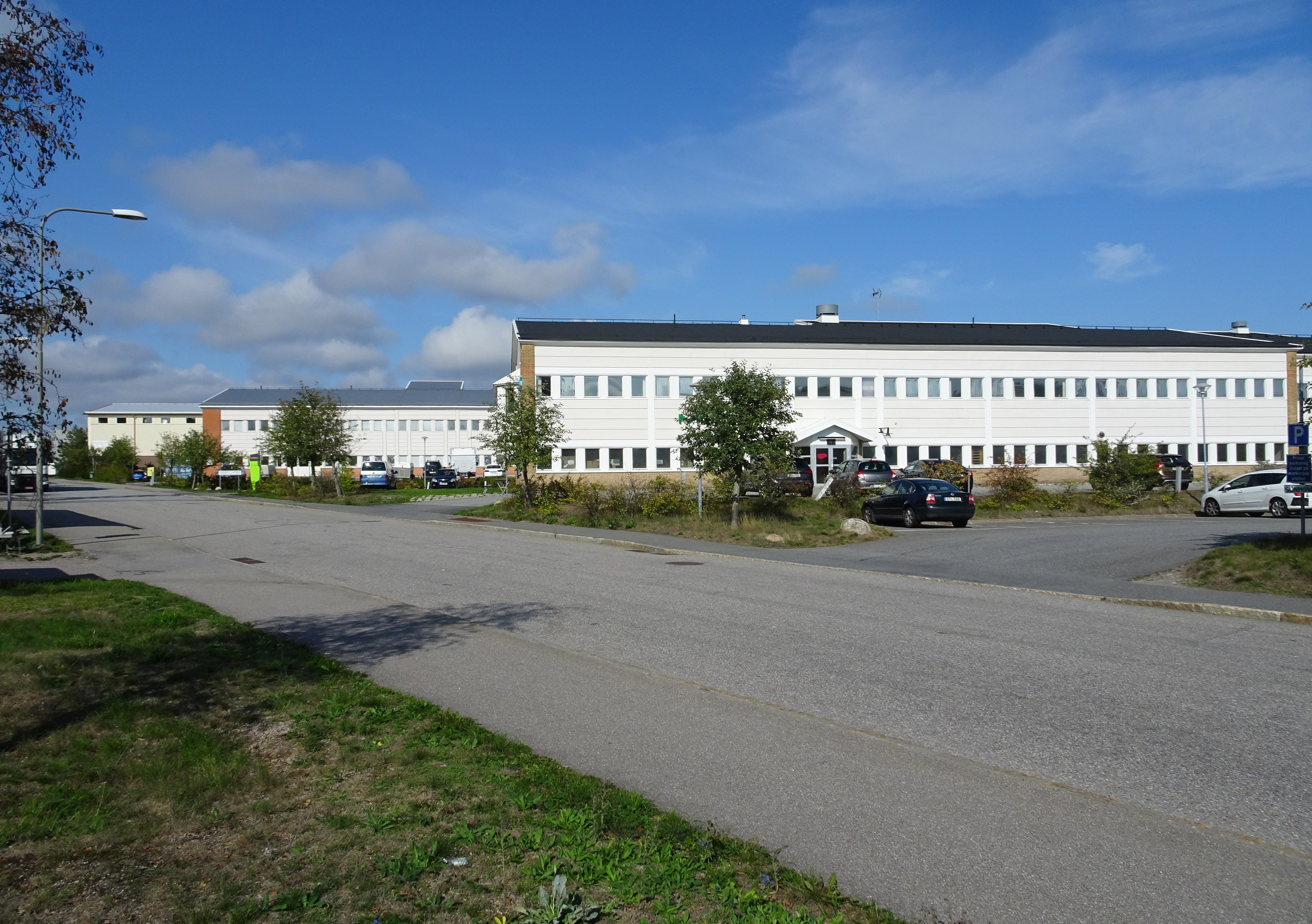
Triangle de Skrubba.
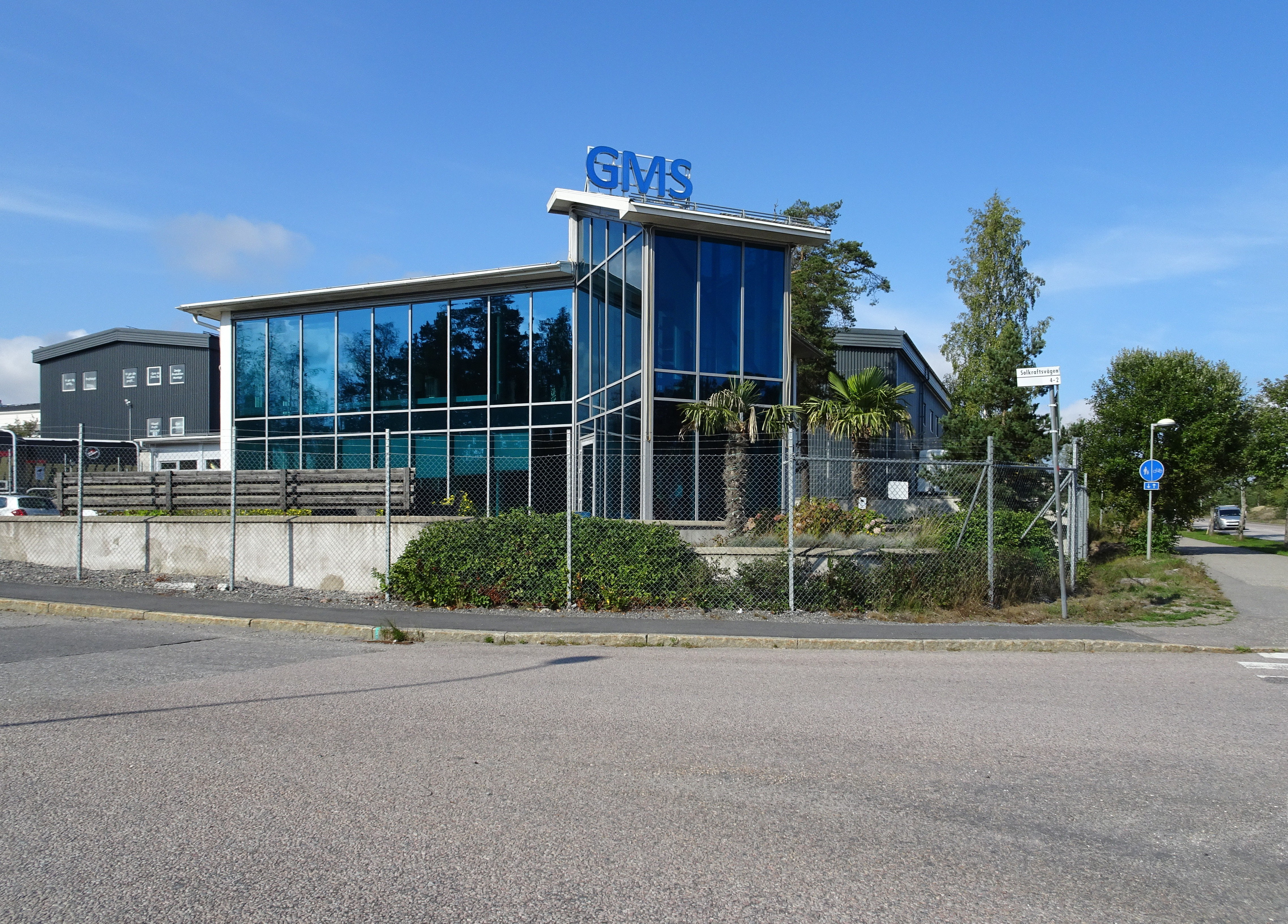
Triangle de Skrubba.